# Náhled (lékařství)
Náhled je v psychologii a lékařství označení pro uvědomování si choroby; pacient má náhled choroby, jestliže si je vědom skutečnosti, že je nemocný. Pojem se používá zejména u duševních poruch. Ztráta náhledu (neboli nozoagnozie) může být úplná (například u schizofrenie nebo vůbec u psychóz), nebo jen částečná.